# Мирослав Зей
Мирослав Зей (25 липня 1914 , Aurisinad  — 2 листопада 2006 , Дрниш, Шибеницько-Книнська жупанія ) — словенський біолог, фахівець з морської біології, океанографії та іхтіології.

## Життєпис
Народився в Набрежині поблизу Трієста в 1914 році. Вивчав біологію в Люблянському університеті з 1932 по 1936 рік. Спеціалізувався в Океанографічному інституті в Спліті з 1937 по 1941 рік, де також був асистентом до 1941 року, а потім старшим науковим співробітником до 1948 року, коли його призначили професором Люблянського університету. Він читав лекції до 1962 року, а потім приєднався до океанографічного проєкту ООН ФАО і працював у Гані, Тунісі та на західноафриканському узбережжі від Марокко до Заїру до 1975 року. Тоді він очолював Морську біологічну станцію в Пірані, якою керував Національний інститут біології Університету Любляни. Помер у місті Дрниш у Хорватії у 2006 році.
Автор численних наукових праць, а також низки науково-популярних книг.

## Нагороди
- Нагорода Мирослава Зея за видатні наукові досягнення в галузі біології, яку присуджує Словенський національний інститут біології з 2010 року, носить його ім'я[4].